# The Disappearance of Shere Hite
The Disappearance of Shere Hite es una película documental de 2023 dirigida por Nicole Newnham. La película está narrada por la actriz Dakota Johnson.

## Sinopsis
El documental sigue la vida de la educadora sexual y feminista alemana nacida en Estados Unidos Shere Hite.

## Estreno
The Disappearance of Shere Hite tuvo su estreno mundial en el Festival de Cine de Sundance 2023 el 20 de enero. La película también se proyectó en el Festival Internacional de Cine de Miami y Cleveland en marzo. En mayo de 2023, IFC Films y Sapan Studios adquirieron los derechos de distribución del documental en Norteamérica. Fue estrenado el 17 de noviembre de 2023.